# Gladstone (manzana)
Gladstone es una  variedad cultigen de manzano (Malus domestica).
Se cree que se originó alrededor de 1780. Fue redescubierto por Jackson en el vivero "Blakedown Nursery", Kidderminster, Worcestershire e introducido en 1868 como Jackson's Seedling. Cambió su nombre a 'Gladstone' después de recibir un Certificado de Primera Clase de la Royal Horticultural Society en 1883. Las frutas son crujientes y jugosas y se vuelven bastante suaves, con un sabor agradable y aromático.

## Sinonimia
- "Jackson's Seedling",
- "Mr. Gladstone",
- "Mister Gladstone".

## Historia
'Gladstone' es una variedad de manzana, cultigen observado por primera vez a mediados de 1800 cerca de Kidderminster, Worcestershire (Reino Unido) por el viverista William Jackson de "Blakedown Nursery", pero para ese momento el árbol tenía más de 100 años y debió haberse originado como una plántula casual en algún momento a mediados de 1700. La manzana fue presentada en 1868 como Jackson's Seedling y renombrada en 1883 como Mr. Gladstone, en honor de William Gladstone, el primer ministro británico de la época. Ese nombre se acortó posteriormente a Gladstone durante su popularidad como una de las primeras manzanas del mercado británico, una reputación que mantuvo hasta la década de 1960.
'Gladstone' se encuentra cultivada en la National Fruit Collection con el número de accesión: 2000-036 y Accession name: Gladstone.

## Características

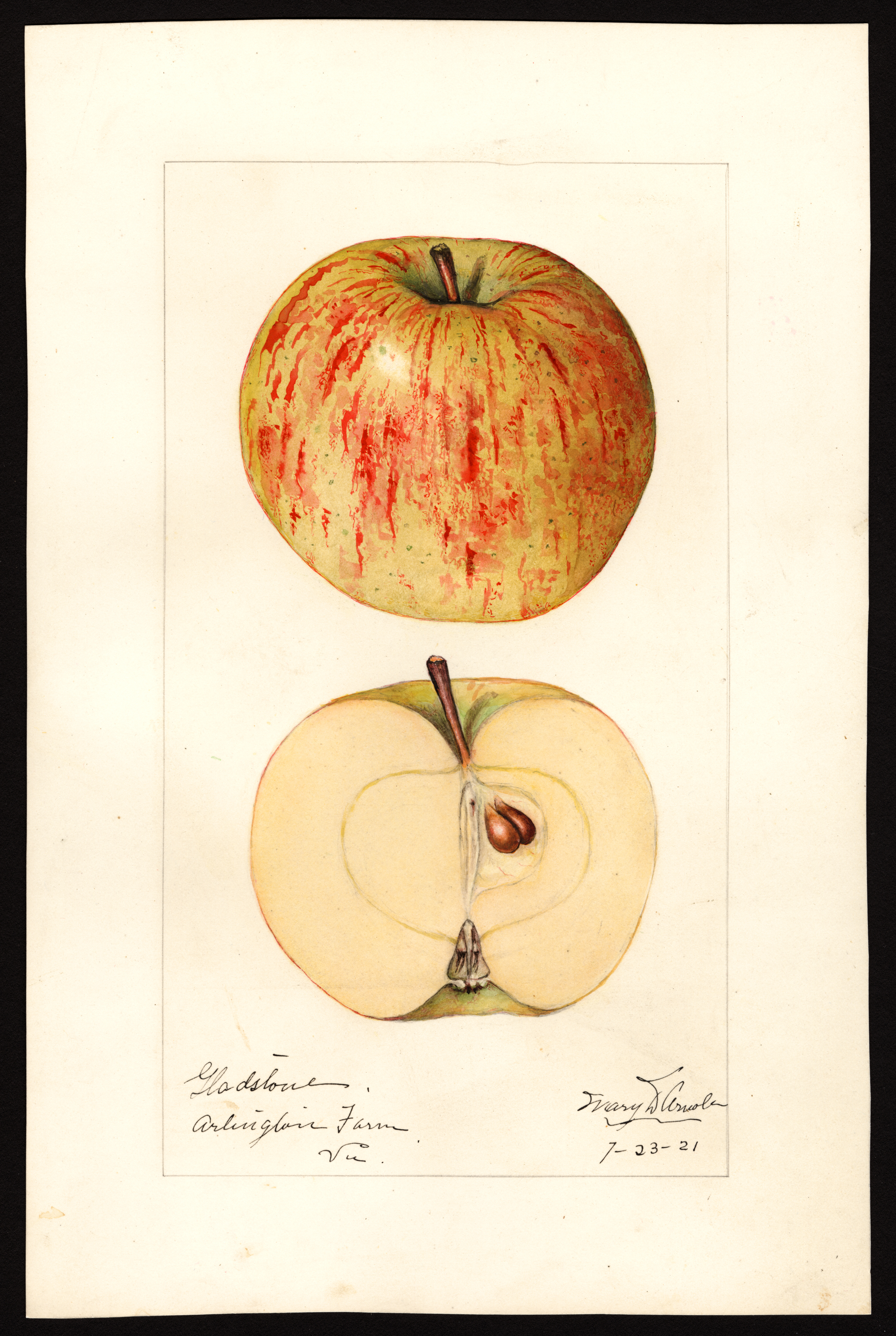
La manzana 'Gladstone' seccionada.

'Gladstone' tiene un tiempo de floración que comienza a partir del 7 de mayo con el 10% de floración, para el 13 de mayo tiene una floración completa (80%), y para el 19 de mayo tiene un 90% caída de pétalos.
'Gladstone' tiene un tamaño medio; con forma cónica redondeada, y algo irregular, con una altura de 51.00mm, y con anchura de 57.00mm, con costillas pronunciadas y desiguales; de piel delgada; color base es amarillo verdoso con un extenso rubor rojo y rayas rojas brillantes, y "russeting" (pardeamiento áspero superficial que presentan algunas variedades) débil; pedúnculo es mediano, largo y robusto, colocado en una cavidad estrecha y poco profunda; cáliz es grande y puede estar cerrado o parcialmente abierto, colocado en una cuenca profunda y ancha; su carne es blanca con un tinte verdoso y manchada de rojo debajo de la piel. Carne suave, crujiente, jugosa y agridulce con sabores a frambuesa madurando a grosella roja.
Su tiempo de recogida de cosecha se inicia a principios de agosto. Listo para la cosecha a partir del final del segundo período. La fruta tiene tendencia a agrietarse. No se guarda en el almacenamiento.
'Gladstone' ha ejercido como Parental-Madre de las variedades de manzana:
- Braintree Seedling
- Laxton's Leader

'Gladstone' ha ejercido como Parental-Padre de las variedades de manzana:
- Feltham Beauty
- Advance
- Laxton's Early Crimson
- Langley Pippin

## Usos
Se come fresco, manzana de mesa. Una manzana de postre de maduración temprana.
Recomendada para el huerto familiar, irrelevante en el cultivo comercial de frutas en la actualidad.

## Ploidismo
Parcialmente autoestéril, pero produce mejor en presencia de una fuente de polen compatible. Grupo de polinización, D. Día de polinización, 13

## Susceptibilidades
- Mildiu: ataque débil
- Moteado: ataque muy débil
- Momificado: ataque débil
- Chancro del manzano: no presenta
- Sarna del manzano: no presenta[6]